# Andruszowo
Andruszowo (ros. Андрусово, Andrusowo) – wieś (ros. деревня, trb. dieriewnia) w zachodniej Rosji, w obwodzie smoleńskim, w rejonie monastyrszczinskim.
W 1667 w Andruszowie zawarto rozejm andruszowski, kończący wojnę polsko-rosyjską (1654–1667).